# Eckhard Jansen
Pour les articles homonymes, voir Jansen.
Eckhard Jansen (né le 18 juin 1963 à Wiesbaden) est un directeur de la photographie allemand.

## Filmographie
Cinéma
- 1997: Mafia, Pizza, Razzia (de) (court-métrage)
- 1997: Held
- 1999: Bang Boom Bang
- 2002: Was nicht passt, wird passend gemacht (de)

Télévision
- 2001: Le Clown braqueur
- 2002: Eine außergewöhnliche Affäre
- 2002: Harte Brötchen
- 2006: Mensonges et amour
- 2006: Tatort: Das zweite Gesicht (Série TV)
- 2006: Tollpension (de)
- 2007: Le Bonheur en quelques clics
- 2007: Une offre inattendue (de)
- 2008: Einer bleibt sitzen
- 2008: Les Nouvelles stars
- 2009: Der Typ, 13 Kinder & ich
- 2009: L'Amie de ma fille
- 2009: Tatort: Höllenfahrt (Série TV)
- 2009: Wohin mit Vater?
- 2010: Die Zeit der Kraniche (de)
- 2010-2011: Brigade du crime (Série TV, 6 épisodes)
- 2011: Fréquence love
- 2011: La Prof (de)
- 2011: Adel Dich
- 2011: Mandy will ans Meer
- 2013: Der große Schwindel
- 2013: Mord in den Dünen (de)
- 2013: Bienvenue à la campagne (de)
- 2014: Neufeld, mitkommen!

## Source de la traduction
- (de) Cet article est partiellement ou en totalité issu de l’article de Wikipédia en allemand intitulé « Eckhard Jansen » (voir la liste des auteurs).